# البصارطة
البصارطة أو عزب البصارطة هي إحدى قرى مركز دمياط التابع لمحافظة دمياط بجمهورية مصر العربية.

## التاريخ
قرية البصارطة من القرى الحديثة، وأصلها من توابع نواحي شطوط دمياط حيث فُصلت عنها سنة 1255 هـ باسم «عزبة البسارطة»، ثم تغيّر اسمها إلى البصارطة سنة 1890م، وترجع تسميتها بعزبة البصارطة لأن سكانها أصلهم من ناحية البصراط التي بمركز المنزلة بمحافظة الدقهلية. وبعد أحداث 30 يونيو، أصبحت القرية مسرحًا للعديد من الحملات الأمنية من قبل قوات الأمن المصرية.

## الاقتصاد
يمتهن أهلها البصارطة الزراعة وبعض الحرف المتوارثة كحرفة صناعة الأثاث وصناعة الحلويات والصيد.

## الخدمات
توجد وحدة صحية بالقرية، ووفقا لليوم السابع، اشتكى أهالى قرية البصارطة من «عدم توافر طبيب منتظم بالوحدة الصحية بالقرية وسوء حالة الخدمة الصحية المقدمة بالوحدة الصحية». كما تم إنشاء مستشفى «البر والتقوى المصرية» على مساحة ألف متر بالقرية، بعد موافقة وزارة الزراعة على استثنائها من الأراضي الزراعية، وتضم ستة أدوار منها دور كامل لأمراض النساء والتوليد والحقن المجهرى لغير القادرين وحضانات ومركز للكلى وثلاث غرف عمليات بالإضافة إلى العيادات التخصصية.
في نوفمبر 2015، تمت الموافقة من قبل شريف إسماعيل على تخصيص قطعة أرض لبناء مدرسة ابتدائية بالقرية. ووفقًا لليوم السابع، تعاني ترعة القرية من انتشار القمامة وامتلائها بالحيوانات النافقة.